# Capricornio
Capricornio è il terzo album in studio di María Isabel, pubblicato il 21 novembre 2006, contiene 15 brani di cui un brano in un duetto assieme a Marisol.

## Il Disco
L'album non ha riscosso molto successo ma ha comunque venduto più di 120 000 copie, 80.000 in meno dell'album precedente.

## Tracce
1. De Qué Vas – 3:04
2. Super Guay – 2:23
3. Vampira – 3:58
4. Washisnein – 2:40
5. Cometas De Cristal – 3:02
6. Mejor Sola Que Mal Acompañada – 3:13
7. Comba María – 2:42
8. Fantástica – 2:53
9. La Maleta Del Abuelo – 3:25
10. En Mi Escalera – 2:59
11. Yo Soy Del Sur – 3:07
12. Sumar – 3:11
13. Toma Que Dale – 2:29
14. Comme Ci Comme Ça – 3:22
15. Tómbola – 2:23